# Langenberg
Langenberg là một đô thị ở huyện Gütersloh trong bang Nordrhein-Westfalen, Đức. Đô thị này tọa lạc ở Teutoburg Forest, khoảng 15 km về phía tây nam của Gütersloh and 30 km về phía tây của Paderborn.